# Bryan Marshall
Bryan Marshall (Battersea, 19 maggio 1938 – 25 giugno 2019) è stato un attore britannico.

## Biografia
Nato a Battersea, nel sud di Londra. Studiò al Salesian College di Battersea e si formò come attore alla Royal Academy of Dramatic Art, laureandosi nel 1963, prima di esibirsi al Bristol Old Vic e nel teatro di repertorio e nel primo tour nazionale del 1986 di The Sound of Music interpretando Georg Ludwig von Trapp.
Tra i ruoli celebri figura quello del consigliere Harris in Quel lungo venerdì santo del 1980. I suoi crediti cinematografici includono Rasputin, il monaco folle, Alfie, Creatura del diavolo, The Viking Queen, L'astronave degli esseri perduti, Mosquito Squadron, I Start Counting, Uomo bianco, va' col tuo dio, Perché i gatti, Il seme del tamarindo e La spia che mi amava. Prese parte in molte produzioni australiane come La banda della BMX, Bliss, The Man from Snowy River II, Il vendicatore con Dolph Lundgren, Country Life e Selkie.
Ebbe diversi ruoli da protagonista in televisione, tra cui Vanity Fair, The Tenant of Wildfell Hall e Persuasion. Altri crediti televisivi includono Spindoe, Warship, United!, La saga dei Forsyte, Dixon of Dock Green, Z Cars, Il Santo, Agente speciale, Rooms, Capitan Onedin, Out, I Professionals, Il ritorno di Simon Templar, Buccaneer, Un cinese a Scotland Yard, Robin Hood, Heartbeat, Metropolitan Police e Dalziel and Pascoe.
Prese parte anche a molti titoli australiani come Prisoner, Special Squad, Golden Pennies, Neighbours, Embassy, Home and Away, Stingers, Water Rats e All Saints.
Nel 1989, fu il conduttore di Australia's Most Wanted, una versione australiana dello show America's Most Wanted, incentrato sull'aiutare la polizia con crimini irrisolti.

## Filmografia parziale

### Cinema
- Rasputin, il monaco folle (Rasputin, the Mad Monk), regia di Don Sharp (1966)
- Alfie, regia di Lewis Gilbert (1966)
- Creatura del diavolo (The Witches), regia di Cyril Frankel (1966)
- L'astronave degli esseri perduti (Quatermass and the Pit), regia di Roy Ward Baker (1966)
- I Start Counting, regia di David Greene (1970)
- Uomo bianco, va' col tuo dio (Man in the Wilderness), regia di Richard C. Sarafian (1971)
- Perché i gatti (Because of the Cats), regia di Fons Rademakers (1973)
- Il seme del tamarindo (The Tamarind Seed), regia di Blake Edwards (1974)
- La spia che mi amava (The Spy Who Loved Me), regia di Lewis Gilbert (1977)
- Quel lungo venerdì santo (The Long Good Friday), regia di John Mackenzie (1980)
- La banda della BMX (BMX Bandits), regia di Brian Trenchard-Smith (1983)
- Bliss, regia di Ray Lawrence (1985)
- Il vendicatore (The Punisher), regia di Mark Goldblatt (1989)

### Televisione
- Il Santo (The Saint) – serie TV, 2 episodi (1963-1968)
- L'ispettore Gideon (Gideon's Way) – serie TV, un episodio (1964)
- Z Cars – serie TV, 2 episodi (1964-1968)
- La saga dei Forsyte (The Forsyte Saga) – serie TV, 3 episodi (1967)
- Crown Court – serie TV, 6 episodi (1977)
- Out – serie TV, 3 episodi (1978)
- Il giallo della poltrona (Armchair Thriller) – serie TV, 4 episodi (1980)

## Doppiatori italiani
Nelle versioni in italiano delle opere in cui ha recitato, Bryan Marshall è stato doppiato da:
- Paolo Poiret in La spia che mi amava
- Giancarlo Maestri in Le allegre comari di Windsor
- Sergio Gibello ne Il vendicatore